# Mỹ nhân ngư (phim)
Mỹ nhân ngư (tiếng Trung: 美人鱼, tiếng Anh: The Mermaid) là một bộ phim điện ảnh Hồng Kông – Trung Quốc thuộc thể loại hài – lãng mạn – kỳ ảo – chính kịch ra mắt vào năm 2016 do Châu Tinh Trì làm đạo diễn, viết kịch bản và đồng sản xuất, với sự góp mặt của các diễn viên chính gồm Lâm Doãn, Đặng Siêu, Trương Vũ Kỳ và La Chí Tường. 
Phim công chiếu lần đầu vào ngày 08 tháng 02 năm 2016, doanh thu đạt 3,39 tỉ RMB (553 triệu USD), là phim giữ kỉ lục "phim có doanh thu cao nhất trong lịch sử phim chiếu rạp Hoa ngữ" trong thời gian 1 năm 6 tháng trước khi kỉ lục này bị vượt qua.

## Nội dung
Câu chuyện kể về tộc người cá sinh sống tại vùng vịnh Thanh La, nơi đang bị ô nhiễm nặng nề do sự hủy hoại của loài người. Sinh mạng của bộ tộc đang bị đe dọa nghiêm trọng khi một tập đoàn bất động sản muốn cải tạo khu vực này thành khu du lịch bằng cách đưa máy phát sóng siêu âm xuống đại dương để xua đuổi các loài sinh vật dưới nước.
Đứng trước nguy cơ diệt vong, tộc người cá cử nàng tiên cá San San đi ám sát Lưu Hiên – người đứng đầu tập đoàn bất động sản. Nhưng trong quá trình thi hành nhiệm vụ được giao, San San đã nảy sinh tình cảm với anh. Và vô tình thay, chính tình yêu mà San San trao lại đã làm cho Lưu Hiên thay đổi ý nghĩ, anh quyết tâm bảo vệ môi trường, bất chấp sự phản đối dữ dội của tiểu thư Nhược Lan. Nhược Lan phái các thợ săn đến để ám sát tộc người cá – trong đó có San San, nhưng Lưu Hiên đã xuất hiện kịp thời và đã hi sinh bản thân để cứu San San. Sau khi ám sát bất thành, Nhược Lan đã bị cảnh sát bắt giải, còn Lưu Hiên sau này đã bán cổ phần bất động sản để thành lập quỹ bảo vệ môi trường, sống một cuộc sống hạnh phúc trọn đời với San San. Vùng vịnh Thanh La đã trở về yên bình cùng với những người cá sinh sống tại đây.

## Diễn viên

### Diễn viên chính
- Đặng Siêu vai Lưu Hiên
- Lâm Doãn vai San San
- La Chí Tường vai Bạch Tuộc - lãnh đạo tộc người cá, vạch ra kế hoạch ám sát Lưu Hiên
- Trương Vũ Kỳ vai Nhược Lan - tiểu thư một tập đoàn bất động sản, cùng Lưu Hiên đầu tư vào dự án cải tạo vùng vịnh Thanh La
- Lô Chính Vũ vai Liêu tiên sinh - Trợ lí của Lưu Hiên
- Phạm Thục Trân vai tộc trưởng tộc người cá

### Khách mời
- Lâm Tử Thông vai Nhân viên sửa chữa bồn cầu
- Ngô Diệc Phàm vai con chó
- Bạch Khách vai bị giao phối
- Khổng Liên Thuận vai du khách tham quan
- Từ Khắc vai Tứ gia, cha của Nhược Lan
- Văn Chương vai Cảnh sát
- Lý Thượng Chính vai Cảnh sát

## Thành tích
Sau ngày đầu công chiếu, bộ phim đã lập kỷ lục phim có doanh thu cao nhất ngày đầu với 27 triệu RMB, đồng thời thiết lập các kỉ lục như: Phim đạt 100 triệu RMB nhanh nhất, phim đạt 20 triệu RMB nhanh nhất.
Ngày 29/02, doanh thu ngày của phim đạt 31 triệu RMB, thiết lập kỉ lục phim có doanh thu trong tháng cao nhất.

## Doanh thu
Nguồn: piaofang.maoyan